# Cardiopatia
O termo cardiopatia é um referência genérica às doenças do coração, especialmente ao coração humano.